# Informationsnetzwerk Homöopathie
Das Informationsnetzwerk Homöopathie (INH) ist ein freier Zusammenschluss von Homöopathiekritikern. Nach eigenen Angaben ist die Vereinigung „ein Gremium der Gesellschaft zur wissenschaftlichen Untersuchung von Parawissenschaften e. V. (GWUP)“, dennoch aber von dieser unabhängig. Sachkosten werden laut dem Netzwerk aus Spenden von Privatpersonen und mit Unterstützung der GWUP und des Deutschen Konsumentenbundes getragen. Die Mitwirkenden des INH stellen demnach Arbeitszeit und Ressourcen unentgeltlich zur Verfügung. Darüber hinaus erhalte das INH keine Zuwendungen.
Das Informationsnetzwerk und seine Mitglieder verstehen sich als Teil der Skeptikerbewegung und ihre Tätigkeit als Beitrag zum Verbraucher- und Patientenschutz. Das INH hat keine Rechtspersönlichkeit. Die Mitglieder stammen aus dem medizinischen Bereich und anderen Wissenschaftsbereichen.
Das INH ist unter der Registrierungsnummer R004978 im Lobbyregister des Deutschen Bundestages eingetragen.

## Geschichte
Der Zusammenschluss zum INH fand anlässlich eines vom Autor und Homöopathiekritiker Norbert Aust initiierten Treffens gleich Interessierter aus Deutschland und Österreich im Januar 2016 in Freiburg statt. Zum Gründerkreis zählten u. a. Natalie Grams (Ärztin und ehemalige Homöopathin), Rudolf Happle (Arzt, Leopoldina-Mitglied und Verfasser der Marburger Erklärung zur Homöopathie) und Christian Weymayr (Journalist und Wissenschaftsautor). Die Leitung wurde Natalie Grams übertragen. Anlässlich des Gründungstreffens wurden Anliegen und Ziele des Netzwerks in der sogenannten Freiburger Erklärung zur Homöopathie niedergelegt.
Die Gründung des INH fand Beachtung in den Printmedien, regional, überregional und auch in Periodika.
Im April 2020 übergab Natalie Grams die Leitung des INH an Jutta Hübner, die inzwischen als Wissenschaftliche Beirätin fungiert. Der Kreis der Sprecher des INH besteht seit diesem Zeitpunkt aus Norbert Aust, Christian Lübbers und Udo Endruscheit.

## Ziele und Forderungen
In der Freiburger Erklärung zur Homöopathie beschreibt das INH seine Ziele wie folgt:

„Ziele unserer Kritik sind nicht der heilsuchende Patient und der einzelne homöopathisch arbeitende Therapeut, sondern die aufgebaute Lehre und die Institutionen des Gesundheitswesens, welche die Widersinnigkeit der Homöopathie längst erkennen könnten, aber dennoch nicht einschreiten. Wir fordern die Akteure des wissenschaftlich begründeten Gesundheitswesens auf, sich endlich von der Homöopathie und anderen pseudomedizinischen Verfahren abzuwenden und zurückzukehren zu dem, was selbstverständlich sein sollte: Wissenschaftlich validierte, faire und allgemein nachvollziehbare Regeln für eine hochwertige Medizin, ausgerichtet am Wohlergehen der Patienten.“

Konkret fordert das Netzwerk:
- Umfassende Aufklärung und Information der Patienten zum Thema Homöopathie, insbesondere darüber, dass homöopathische Präparate keine therapeutische Wirksamkeit über den Placebo-Effekt / allgemeine Kontexteffekte hinaus haben und es sich bei der Homöopathie weder um Naturheilkunde noch um Phytotherapie (Pflanzenheilkunde) handelt.[10]
- Beendigung des Binnenkonsenses der „besonderen Therapierichtungen“ nach § 25 Abs. 2 und § 105 Abs. 4f des Arzneimittelgesetzes und damit der rechtlichen Sonderstellung als Arzneimittel ohne wissenschaftlichen Wirkungsnachweis, insbesondere der Homöopathie.[14]
- Keine Kostenübernahme homöopathischer Behandlungen durch die Krankenkassen mittels Beschränkung der Satzungsleistungen in § 12 Abs. 6 SGB V, sofern dies nicht durch eine Beendigung des Binnenkonsens direkt erreicht werden kann.[15]
- Abschaffung der Apothekenpflicht für Homöopathika, um deren Partizipation am seriösen Image der Institution Apotheke zu verhindern.[16] Dies wäre eine unmittelbare Folge dessen, würde die Homöopathie durch Beendigung des Binnenkonsenses die Arzneimitteleigenschaft verlieren.
- Kennzeichnung der verwendeten Stoffe in Deutsch und nicht mehr in Latein (z. B. „Hundekot“ statt „Excrementum caninum“) unter Verbraucherschutzgesichtspunkten.[17]
- Keine weiteren Aus-, Fort- und Weiterbildungen zur Homöopathie an Universitäten und Hochschulen, Ärzte- und Apothekerkammern es sei denn, auf medizinhistorischer und methodenkritischer Grundlage.[18]
- Stärkung der evidenzbasierten Medizin und Abgrenzung zu esoterischen Komplexen.[10]
- Stärkung der Patientenorientierung in der Medizin, um einer der Motivationen für die Suche nach „Alternativen“ die Grundlage zu entziehen.[7]
- Keine Anwendung von Homöopathie in der Veterinärmedizin.[19]

## Tätigkeit

### Projekte
- Das INH unterhält eine zweisprachige Internetpräsenz[20] (deutsch / englisch) mit FAQ und einer Reihe von Informationsartikeln zur Homöopathie.[21][22][23]
- Das vom INH betriebene Online-Nachschlagewerk Homöopedia hat zum Ziel, quellenbasierte kritische Informationen mit wissenschaftlichem Anspruch über die Homöopathie, deren Grundlagen und Methoden zur Verfügung zu stellen. Die Veröffentlichungen unterliegen nach eigenen Angaben einem vorherigen Review.[8][24]

- Das internetbasierte Projekt Susannchen braucht keine Globuli solle vor allem die Zielgruppe der Familien mit Kindern ansprechen.[3] Im Dezember 2016 wurde dieses Projekt durch eine Plakataktion in Heidelberg, München, Hamburg und Köthen der Öffentlichkeit vorgestellt.[25] Im Jahre 2018 wurde eine weitere Plakataktion in Berlin-Gesundbrunnen, Hamburg, München, Köln und Frankfurt mit dem Susannchen-Testimonial und dem Claim „Homöopathie ist keine Naturheilkunde“ durchgeführt.[26]
- Die im September 2022 veröffentlichte Portalseite globukalypse.org solle die Forderungen des Netzwerks an die Entscheidungsträger in Politik und Gesundheitswesen und die Begründungen dazu pointiert darstellen. Der in den sozialen Medien seit längerem als Hashtag benutzte Begriff „Globukalypse“ stehe dabei als Synonym für sachliche wissenschaftsbasierte Homöopathiekritik, besonders als Hashtag in den Sozialen Medien, sowie für ehrliche PatientenInnenkommunikation und wirkliche PatientInnenautonomie.[27] Das Konzept der Webseite wurde vom Portal „wissenschaftskommunikation.de“ mit einem Interview vorgestellt.[28] Der Artikel hierzu gehörte zu den fünf meistgelesenen des Portals im Jahre 2023.[29]

### Initiativen (Auswahl)
- Im November 2016 entschied die amerikanische Wettbewerbsaufsicht (Federal Trade Commission, FTC), dass homöopathische Mittel dahingehend zu kennzeichnen sind, dass es keine wissenschaftlichen Belege für die Wirksamkeit der Produkte gebe und dass sich die Angaben der Hersteller lediglich auf die Theorien der Homöopathie stützen, die aus dem 18. Jahrhundert datieren und von den meisten medizinischen Fachleuten nicht akzeptiert werden. Vom INH ergingen darauf eine Stellungnahme[30] sowie ein offener Brief an insgesamt 134 verantwortliche Personen und Institutionen aus Politik und Verbraucherschutz sowie die zuständigen Behörden, mit der Frage, ob für Deutschland angesichts dieser grundlegenden Entscheidung Handlungsbedarf gesehen werde.[31][32]
- In einem offenen Brief an Gesundheitsminister Jens Spahn forderte das INH 2019 eine Abschaffung „des sogenannten Binnenkonsens des Arzneimittelgesetzes“, welcher einen „nicht nachvollziehbaren Schutzraum für Mittel 'besonderer Therapierichtungen'“ schaffe.[33][34]
- Das INH kritisierte 2019 in einem offenen Brief die Übernahme der Schirmherrschaft von Ministerpräsidentin Manuela Schwesig über den jährlichen Kongress des Deutschen Zentralvereins homöopathischer Ärzte.[35][36]
- Im September 2019 sprach sich Gesundheitsminister Jens Spahn gegen eine Herausnahme der Homöopathie aus den Satzungsleistungen der gesetzlichen Krankenkassen aus. In einem offenen Brief an ihn kritisierte das INH unter anderem, der Minister gebe damit einer „zunehmenden Wissenschafts- und Faktenfeindlichkeit Raum“.[37]
- Im November 2019 beschloss der Bayerische Landtag, eine Beforschung von alternativmedizinischen Methoden, „namentlich der Homöopathie“, zur Verringerung / Vermeidung des Einsatzes von Antibiotika zu beauftragen und stellte hierfür Mittel aus dem Landeshaushalt von zunächst 400.000, später verdoppelt auf 800.000 Euro, zur Verfügung. Noch im Vorfeld der Landtagsentscheidung richtete sich das INH sich mit einem Offenen Brief an die Mitglieder des Landtages mit dem Appell, von einem solchen Beschluss abzusehen.[38] Der Beschluss wurde gleichwohl gefasst. Die INH-Mitglieder Yannick Borkens und Yannik Plasberg setzten sich daraufhin mit den forschungsrelevanten und den ethischen Aspekten dieser Beschlussfassung in einem Artikel im Fachjournal Ethik in der Medizin auseinander.[39]
- In einem 2020 im Bundesgesundheitsblatt erschienenen Artikel setzen sich die INH-Mitglieder Natalie Grams und Udo Endruscheit kritisch mit der Berichterstattung deutschsprachiger Medien zum Thema Homöopathie auseinander. Die Autoren mahnen eine klarere Positionierung von Politik, Wissenschaft und Gesundheitswesen und eine Intensivierung von Aufklärungskampagnen zum Thema Homöopathie an.[40]
- Radio Berlin Brandenburg strahlte (erstmals) am 25. Mai 2020 einen Beitrag mit dem Titel „Die Wahrheit über ... Homöopathie“ aus und veröffentlichte ein Dossier hierzu als begleitende Webseite.[41] Nach Ansicht des Informationsnetzwerks Homöopathie verfehlen die Inhalte von Sendung und Dossier so sehr den Anspruch, die „Wahrheit“ über Homöopathie zu vermitteln, dass es sich zu Stellungnahmen an die Adresse der zuständigen Redaktion veranlasst sah.[42] Die Online-Enzyklopädie Homöopedia veröffentlichte umfangreiche Analysen sowohl zum Inhalt der Sendung[43] als auch zu den Darstellungen des Dossiers.[44]
- Im Mai 2021 veröffentlichte das Fachjournal „HNO“ einen Artikel der INH-Mitglieder Christian Lübbers und Udo Endruscheit unter dem Titel „Homöopathie - eine Therapieoption für die Praxis – Bewertung unter dem Blickwinkel der evidenzbasierten Medizin“, in dem sich die Autoren mit einer Reihe von Aspekten, in erster Linie jedoch mit der wissenschaftlichen Gesamtevidenz der Homöopathie auseinandersetzen. Sie kommen im Ergebnis dazu, die im Titel des Artikels aufgeworfene Eingangsfrage zu verneinen.[45]
- Stimmen aus dem parlamentarischen Bereich, die Anfang 2022 öffentlich Kritik an der Erstattungsfähigkeit von Homöopathie durch gesetzliche Krankenkassen äußerten, nahm das Informationsnetzwerk Homöopathie zum Anlass für einen Offenen Brief an den Bundesgesundheitsminister, die Bundesministerin für Umwelt, Naturschutz, nukleare Sicherheit und Verbraucherschutz und die Mitglieder des Gesundheitsausschusses des Deutschen Bundestages.[46] Es mahnte darin an, dass das Thema einer Revision der gesetzlichen Regelungen zur Homöopathie im Arznei- und Sozialmittelrecht auch angesichts anderer vorrangiger Herausforderungen „nicht versanden“ dürfe und nahm dabei Bezug auf Risiko- und Schadenspotenziale der Homöopathie, die nunmehr während der Corona-Pandemie sichtbar zutage getreten seien und inzwischen – insbesondere hinsichtlich einer Korrelation von Impfskepsis und Homöopathieneigung – auch durch empirische Forschung[47][48] gesichert seien.
- Aus Anlass der Ausrufung der Patientensicherheit als 10. Nationales Gesundheitsziel hat das INH in einem Offenen Brief[49] an den Patientenbeauftragten der Bundesregierung dargelegt, dass nach seiner Ansicht der Begriff im Kontext der Homöopathie unangebracht sei, ungeachtet dessen, dass die homöopathische Interessenvertretung ihn sich als vorgeblichen Vorteil ihrer Methode – auch aus Anlass des neuen Gesundheitsziels – weithin zu eigen macht.[50]

### Öffentlichkeitsarbeit
Die Mitglieder waren wiederholt in den Medien präsent. So kamen Christian Lübbers und Norbert Aust in ihrer Eigenschaft als Sprecher des INH in einem Video des Neo Magazin Royale zu Wort. Christian Lübbers schrieb Gastbeiträge u. a. für Die Zeit. Norbert Aust demonstrierte in Beiträgen von Spiegel TV und Arte die Herstellung homöopathischer Verdünnungen und äußerte sich zur Studienlage. Auch in der Presse und in Onlinemedien finden die Positionen des INH und seiner Repräsentanten wiederholt Resonanz.

## Mitglieder und Unterstützer (Auswahl)
- Norbert Aust (Ingenieur und Autor)
- Stephen Barrett (Psychiater, Verbraucherschützer, Autor – USA)
- Edmund Berndt (Apotheker und Autor)
- Guido Bockamp (Verbraucherschützer, Deutscher Konsumentenbund)
- Pontus Böckman (Präsident der Skeptikervereinigung VoF – Schweden)
- Abhijit Chanda (Wissenschaftsjournalist, Blogger – Indien)
- Edzard Ernst (Mediziner und Autor)
- Natalie Grams (Ärztin und Autorin)
- Rudolf Happle (Verfasser der Marburger Erklärung zur Homöopathie)
- Wolfgang Hell (Mitglied im GWUP-Wissenschaftsrat)
- Jutta Hübner (Professorin für Integrative Onkologie)
- Iris Hundertmark (Apothekerin)
- Martin Lambeck (†) (Physiker und Autor)
- Christian Lübbers (Mediziner)
- Benedikt Matenaer (Mediziner)
- Tim Mendham (Journalist, Herausgeber, Geschäftsführer von Australian Skeptics Inc)
- Nikil Mukerji (Philosoph, Autor, Privatdozent LMU München)
- Jan Oude-Aost (Mediziner)
- Rainer Rosenzweig (Mathematiker und Mitglied im GWUP-Wissenschaftsrat)
- Amardeo Sarma (Gründer und ehem. Vorsitzender der GWUP)
- Norbert Schmacke (Gesundheitswissenschaftler und Autor)
- Wolfgang Vahle (Mediziner und Blogger)
- Christian Weymayr (Biologe, Medizinjournalist und Autor)[64]